# Hadronema uniforme
Hadronema uniforme är en insektsart som beskrevs av Knight 1928. Hadronema uniforme ingår i släktet Hadronema och familjen ängsskinnbaggar. Inga underarter finns listade i Catalogue of Life.